# Shrule
Shrule (iriska: Shruthair) är en ort i republiken Irland.   Den ligger i grevskapet Maigh Eo och provinsen Connacht, i den nordvästra delen av landet, 190 km väster om huvudstaden Dublin. Shrule ligger 23 meter över havet och antalet invånare är 418.
Terrängen runt Shrule är platt. Runt Shrule är det ganska glesbefolkat, med 42 invånare per kvadratkilometer. Närmaste större samhälle är Tuam, 15,8 km öster om Shrule. Trakten runt Shrule består i huvudsak av gräsmarker.